# Сковроннек, Рихард
Рихард Сковроннек (нем. Richard Skowronnek; 12 августа 1862, Голдап, Восточная Пруссия — 1932, Померания) — немецкий прозаик, журналист, драматург.

## Биография
Младший брат писателя Фрица Сковроннека (1858—1939). Изучал естественные науки (географию) в Кёнигсбергском университете, затем продолжил обучение в Берлинском университете.
С 1887 года работал редактором отдела фельетонов в издании «Frankfurter Zeitung». В 1892 году по рекомендации кайзера Вильгельма II в качестве журналиста, был аккредитован в Берлин.
В 1897—1898 годах был драматургом берлинского Королевского театра.
В конце Первой мировой войны поселился на ферму в округе Регенвальде в Померании (теперь Лобезский повят Западно-Поморского воеводства Польши), где и умер в 1932 году.

## Творчество
Автор комедий и развлекательных романов. Материалы для своих прозаических и драматических произведениях черпал из жизни Восточно-прусских поместий, в офицерских клубах и студенческой среде, где конфликты обычно решались путём дуэлей, происшествий на охоте или самоубийств.
Написал ряд комедий, имевших большой успех, в том числе «Im Forsthaus» (1893), «Palast-Revolution», «Der Erste seines Stammes», «Verspielt», «Halali», «Die stille Wache», «Die kranke Zeit», «Weidwund», «Der Tugendhof» (1898).
Часть написанных им рассказов и романов, посвятил жизни мазурского крестьянства: «Masurische Dorfgeschichten» (1899), «Ihr Junge», «Mein Vetter Josua», «Die Frau Leutnant», «Der Bruchhof», «Das rote Haus», «Hans der Sieger».

## Избранная библиография
- Im Forsthause, 1895
- Mein Vetter Josua, 1895
- Eine Palastrevolution, 1893
- Der Polenflüchtling. Ein Roman aus dem Osten, 1901
- Ihr Junge, 1902
- Der Bruchhof. Ein Roman aus Masuren, 1903
- Das rote Haus. Ein Dorfroman, 1903
- Geschwister Lemcke, 1903
- Der Tugendhof, 1903
- Sommerliebe und andere Geschichten, 1904
- Waterkant. Ein Schauspiel aus der deutschen Marine, 1904.
- Das graue Haus, 1905
- Der rote Kersien, 1908
- Armer Henner, 1908
- Schweigen im Walde. Humoristischer Roman, 1910
- Bruder Leichtfuß und Stein am Bein, 1911
- Das Verlobungsschiff. Humoristischer Roman, 1912
- Das bißchen Erde, 1913
- Die gute Auskunft, 1914
- Sturmzeichen, 1914
- Das große Feuer, 1915
- Morgenrot, 1916
- Der weiße Adler, 1919
- Pommerland, 1926
- Die Sporck’schen Jäger. Wilderer-Roman aus Masuren, 1927
- Heimat, Heimat! Ein Roman von der Grenze, 1927
- Die Wölfe von Weesenberg, 1931